# Нікола Дзінгаретті
Нікола Дзінгаретті (італ. Nicola Zingaretti; нар. 11 жовтня 1965, Рим) — італійський політик та чиновник місцевого самоврядування, колишній депутат Європарламенту, президент провінції Рим (2008—2012), президент Лаціо з 2013 року, секретар Демократичної партії у 2019—2021 роках.

## Біографія
Закінчив середню школу. У 1991—1993 роках був радником у Римі. Був штатним діячем партії, у тому числі з 1991 по 1995 рік національним секретарем молодіжної організації посткомуністів від лівих демократів (ДС). У період 1995—1997 років очолював Міжнародний союз молодих соціалістів, згодом був представником партії із зовнішніх контактів.
На виборах 2004 року він був обраний депутатом Європарламенту від партії Олива (як кандидат від лівих демократів). Був, серед іншого, член Групи соціалістів, Комітету з правових питань та Комітету з питань внутрішнього ринку та захисту споживачів.
У 2006 році він став регіональним секретарем ДС у Лаціо, а в 2007—2009 роках обіймав таку ж посаду у новоствореній Демократичній партії. Він покинув Європарламент у 2008 році у зв'язку з обранням на посаду президента провінції Рим, він обіймав цю посаду до 2012 року.
На позачергових виборах 2013 року Нікола Дзінгаретті, як кандидат від лівого центру, успішно балотувався на пост президента Лаціо, перемігши за підтримки майже 41 % виборців. У 2018 році обраний на цю посаду на другий п'ятирічний термін.
У березні 2019 року Нікола Дзінгаретті був обраний секретарем Демократичної партії. Звільнився з цієї посади у березні 2021 року.